# Гіліад (Мен)
Гіліад (англ. Gilead) — місто (англ. town) в США, в окрузі Оксфорд штату Мен. Населення — 195 осіб (2020).

## Демографія
Згідно з переписом 2010 року, у місті мешкало 209 осіб у 98 домогосподарствах у складі 59 родин. Було 151 помешкання
Расовий склад населення:
| - 100,0 % — білих |

До двох чи більше рас належало 0,0 %. Частка іспаномовних становила 1,9 % від усіх жителів.
За віковим діапазоном населення розподілялося таким чином: 16,7 % — особи молодші 18 років, 61,3 % — особи у віці 18—64 років, 22,0 % — особи у віці 65 років та старші. Медіана віку мешканця становила 46,5 року. На 100 осіб жіночої статі у місті припадало 124,7 чоловіків;  на 100 жінок у віці від 18 років та старших — 126,0 чоловіків також старших 18 років.
Середній дохід на одне домашнє господарство  становив 53 239 доларів США (медіана — 48 333), а середній дохід на одну сім'ю — 58 624 долари (медіана — 53 125). Медіана доходів становила 56 250 доларів для чоловіків та 38 542 долари для жінок. За межею бідності перебувало 18,1 % осіб, у тому числі 0,0 % дітей у віці до 18 років та 4,5 % осіб у віці 65 років та старших.
Цивільне працевлаштоване населення становило 53 особи. Основні галузі зайнятості: освіта, охорона здоров'я та соціальна допомога — 28,3 %, будівництво — 18,9 %, науковці, спеціалісти, менеджери — 13,2 %, транспорт — 11,3 %.